# کاکرود (رودسر)

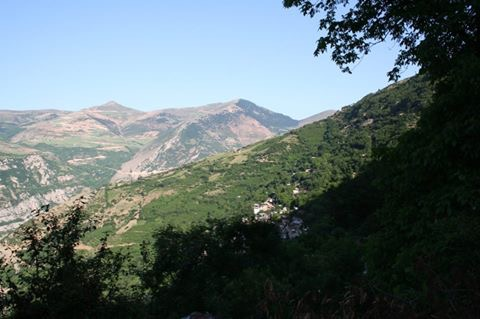

کاکرود زیبا
کاکرود ، روستایی در دل رشته کوه البرز از توابع بخش رحیم‌آباد شهرستان رودسر در استان گیلان ایران است.
کاکرود شامل روستای کاکرود ،چشان،سلیمان چپر و پرچکوه است.

## جمعیت
این روستا در دهستان اشکور سفلی قرار دارد و براساس سرشماری مرکز آمار ایران در سال ۱۳۸۵، جمعیت آن ۲۴۳ نفر (۸۰خانوار) بوده‌است.